# Hẹp bao quy đầu

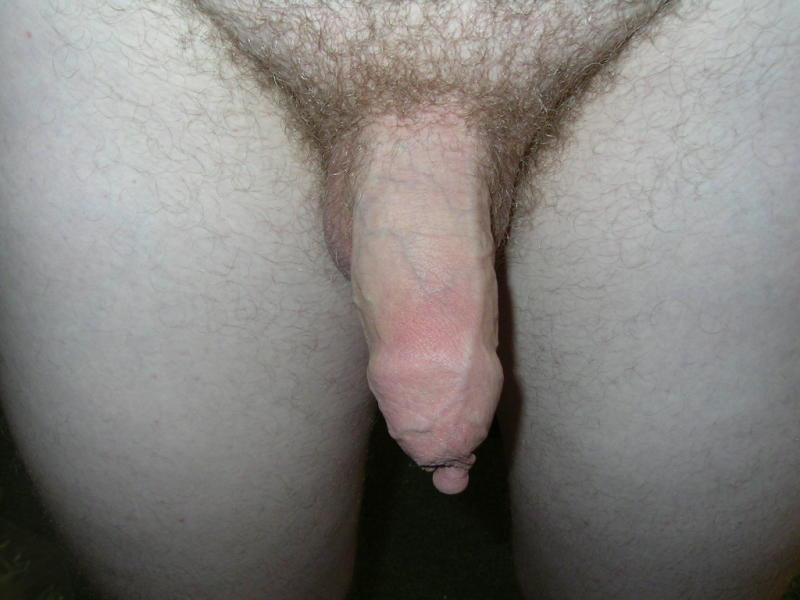
Một dương vật bị hẹp bao quy đầu

Hẹp bao quy đầu là hiện tượng da quy đầu dương vật không kéo xuống được ngay cả khi cương cứng. Phần lớn trẻ em nam sinh ra đều bị hẹp, khi lớn lên quy đầu sẽ tự tuột ra. Trường hợp da quy đầu không tự tuột sẽ cần phẫu thuật cắt một phần hoặc toàn bộ. Cần chú ý kéo da quy đầu của trẻ xuống lúc tắm từ khi trẻ còn nhỏ, nếu đến trên 10 tuổi mà quy đầu vẫn chưa xuống thì phải phẫu thuật.

## Điều trị nội khoa
Các bác sĩ niệu khoa tại Cleveland Clinic, Ohio, Hoa Kỳ đã báo cáo, các trẻ trai bị hẹp bao quy đầu đáp ứng tốt với betamethasone bôi ngoài da và các tác dụng phụ hiếm và nhẹ. Bao quy đầu có thể dễ dàng kéo vào sau 21 ngày điều trị trong đại đa số trường hợp.
Các BS. Lane S. và Jeffrey S. Palmer đã so sánh hai phác đồ betamethasone ngoài da cho 200 trẻ trai bị bao quy đầu không thể kéo vào được, không thể đánh giá miệng sáo.

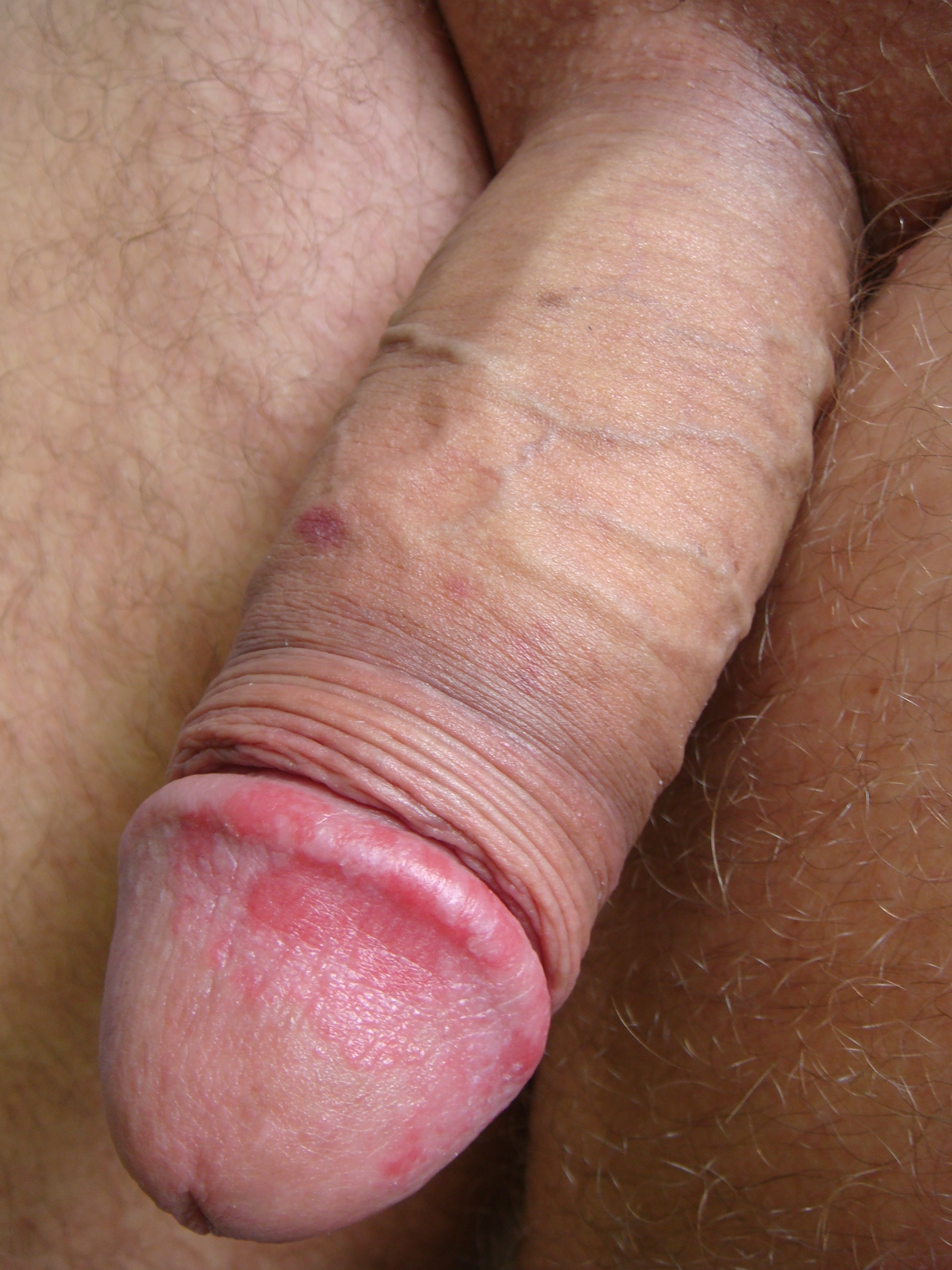
Hình ảnh viêm qui đầu

Tuổi trung bình của các trẻ trai được điều trị bằng betamethasone 0,05% hai lần/ngày trong 30 ngày là 3,8 tuổi, trong khi tuổi trung bình của các trẻ trai được điều trị bằng betamethasone 0,05% ba lần/ngày trong 21 ngày là 4,4 tuổi.
Các bác sĩ đã báo cáo trong tạp chi Urology tháng 7/2008. Các trẻ trai được điều trị bằng phác đồ hai lần/ngày có tỷ lệ đáp ứng là 84,5%, được xác định từ không có hẹp bao quy đầu đến hẹp vừa. Các trẻ trai được điều trị bằng phác đồ ba lần/ngày có tỷ lệ đáp ứng là 87,0%. Sự khác biệt giữa hai tỷ lệ đáp ứng không có ý nghĩa thống kê.
Một trẻ trong nhóm phác đồ ba lần/ngày bị viêm da do nấm candida. Trước khi điều trị, ba trẻ trai được chẩn đoán bị dị tật niệu đạo bẩm sinh, tật lỗ tiểu thấp ở hai bệnh nhân và một bệnh nhân bị tật lỗ tiểu trên.
Cả hai phác đồ đều hiếm có tác dụng phụ. Các dị tật niệu đạo được dễ dàng phát hiện.
Các bác sĩ tại Cleveland Clinic đã kết luận: "Các phác đồ 21-ngày ba lần/ngày và 30-ngày hai lần/ngày kết hợp kéo bao quy đầu bằng tay đều có hiệu quả như nhau và có thể hướng dẫn cho bố mẹ trẻ yêu cầu điều trị hẹp bao quy đầu không cần phẫu thuật".

## Hẹp bao quy đầu dạng nhẹ
Có một dạng khác là bao quy đầu hẹp nhẹ, nên vẫn có thể tụt lên khỏi quy đầu nhưng lại không tự tụt xuống được (thường gặp lúc dương vật cương), gây ra ứ dịch phù nề bao quy đầu gọi là thắt nghẹt bao quy đầu. Trường hợp này cần phải được điều trị bằng cách kéo da bao quy đầu lại vị trí cũ, hoặc xẻ dọc bao quy đầu, hoặc cắt bao quy đầu.

## Da quy đầu dài

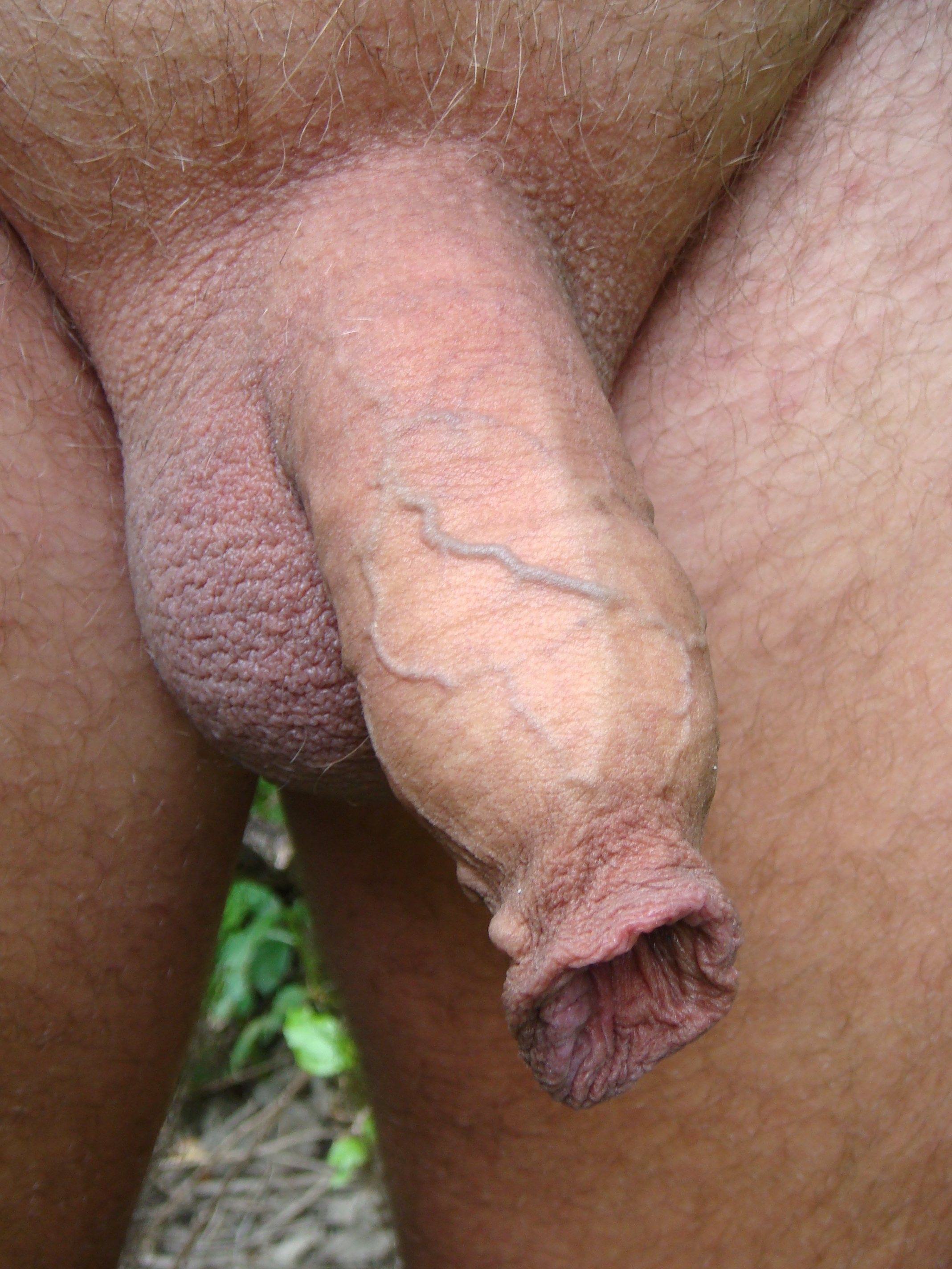
Da quy đầu dài

Trường hợp da bao quy đầu bao phủ quy đầu nhưng có thể dùng tay tụt lên xuống được thì gọi là da quy đầu dài. Vì da quy đầu luôn bao phủ quy đầu nên các chất dơ bẩn sẽ đọng lại đòi hỏi tụt da bao và vệ sinh thường xuyên, không cần phải cắt da bao quy đầu. Trong trường hợp muốn da bao luôn tụt lên thì có thể cắt.